# Мурзаева, Махлуханум Мусаевна
Махлуханум (Ханум) Мусаевна Мурзаева (род. 4 октября 1966, Махачкала) — советская и российская спортсменка, стрелок из лука. Участница XXVI летних олимпийских игр (1996). Двукратный серебряный и бронзовый призер чемпионата мира в командных соревнованиях (1989, 1991, 1993).  
Многократная чемпионка и призер чемпионатов России и СССР в личных и командных соревнованиях. 
Мастер спорта СССР (1983). Мастер спорта СССР международного класса (1984). 
Является первой дагестанкой, принявшей участие в Олимпийских играх. 

## Личная жизнь
В 1983 году окончила махачкалинскую среднюю школу №38. В 1993 году закончила лечебный факультет ДГМА. По национальности — кумычка. Муж: Магомедмурза Мурзаев — футболист, играл за махачкалинское «Динамо» и «Анжи», имеет двоих детей

## Спортивная карьера
Махлуханум Мурзаева начала заниматься стрельбой из лука в 1980 году. Интерес к этому виду спорта у неё появился после просмотра трансляций Олимпийских игр в Москве, где она увидела выступления лучников. Впечатления от соревнований и атмосферы турнира побудили её обратиться к отцу с просьбой найти секцию по стрельбе из лука. Тренировки проходили на стадионе «Труд» в Махачкале под руководством Магомеда Османова.

### Олимпийские игры 1996 года
Махлуханум Мурзаева приняла участие в Олимпийских играх 1996 года в Атланте, где в квалификационном раунде индивидуальных соревнований набрала 650 очков, заняв предварительное 13-е место. В 1/32 финала она проиграла японской лучнице Кинуе Кодаме, которая набрала 159 очков, в то время как Мурзаева показала результат в 147 очков, что привело к 50-му месту в общем итоге.
В командных соревнованиях Мурзаева Махлуханум выступала в составе сборной России вместе с Маргаритой Галиновской и Еленой Тутатчиковой. В квалификации команда России набрала 1935 очков, заняв 5-е место. В спаррингах команда России с результатом 229 очков уступила сборной Польши (233 очка), что привело к 10-му месту в итоговом зачете.

## Тренерская деятельность
В настоящее время Махлуханум Мурзаева работает тренером по стрельбе из лука в Республиканской детско-юношеской спортивной школе в Махачкале.

## Награды
- Мастер спорта России международного класса